# Shiira

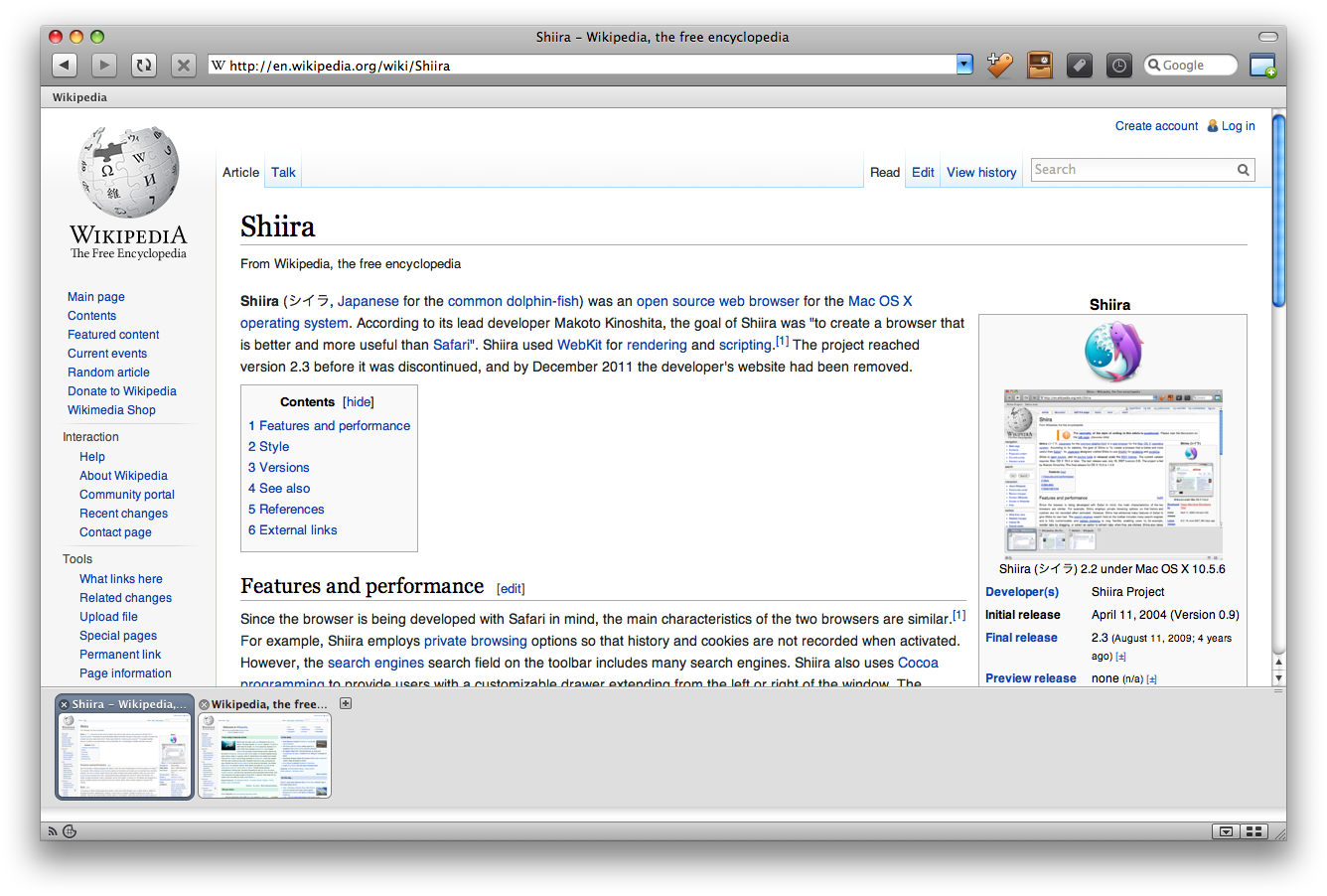
Navegador Shiira mostrando Wikipedia en inglés.

Shiira es un navegador gratuito para Mac OS. Es desarrollado por la Happy Macintosh Developing Time. Está escrito y basado en Cocoa. Actualmente está en desarrollo y recientemente se ha liberado la versión 2.0, disponible en múltiples idiomas.

## Características
Shira es un navegador relativamente nuevo, es una opción para aquellos que no quieren usar Mozilla o  Safari.
Entre sus principales cualidades están el avanzado entorno gráfico, su buena velocidad y su estabilidad.